# 田岡和也
田岡 和也（たおか かずや、1983年 - ）は、日本の画家、イラストレーター。香川県仲多度郡琴平町出身。

## 経歴
1983年  香川県に生まれる。2005年  大阪芸術大学芸術学部美術学科卒業。
2006年に大阪のラジオ局FM802が主催するdigmeoutアーティストオーディションを通過し、NISSAN WINGROAD×digmeout JAPAN TOUR、docomo×ミーツ×digmeout、FM802 「エコ考え中。」のイラストレーションを制作。2015年に神戸市・和田岬に鎮座する和田神社の拝殿天井画80枚を夫婦共同で制作する。

## 主な展覧会
- 2006年「FUNKY 802 digmeout EXHIBITION」　minascapes（大阪）
- 2007年「DigMeOut Group Show in LA」　Nucleus Gallery（ロサンゼルス）
- 2007年「Japanese Young Artists TRIAL in Painting」　Modern Culture Center（韓国）
- 2008年「ART OSAKA 2008」　堂島ホテル（大阪）
- 2009年「L Magazine 展」　digmeout ART&DINER（大阪）
- 2011年「FM802エコ考え中。digmeout Art EXHIBITION ECO ECHO」　イオンモール伊丹昆陽（兵庫）
- 2011年 「萬福寺芸術祭-EN-」　黄檗宗大本山萬福寺（京都）
- 2012年 「リアリティとの戯れ」　なんばパークス（大阪）
- 2012年 「Young And Talented」　JR大阪三越伊勢丹 DMOARTS（大阪）
- 2013年 「マイホーム ユアホーム」　芦屋市立美術博物館（兵庫）